# Drusus macedonicus
Drusus macedonicus är en nattsländeart som beskrevs av Schmid 1956. Drusus macedonicus ingår i släktet Drusus och familjen husmasknattsländor. Inga underarter finns listade i Catalogue of Life.